# Sovětsko-estonská smlouva z Tartu
Rusko-estonská smlouva z Tartu byla podepsána 2. února 1920 zástupci Ruské sovětské federativní socialistické republiky a zástupců Estonska. Smlouva ukončovala válku za nezávislost Estonska a zajišťovala Estonsku nezávislost na bolševicích, kteří zrovna byli v občanské válce proti Ruské republice a nacionalistům (do nichž patřilo i Estonsko), kteří se snažili vydobýt si samostatnost.

## Před podepsáním smlouvy
Potom co bolševici pod vedením Vladimira Iljiče Lenina v roce 1917 obsadili Zimní palác v Petrohradě (tzv. Říjnová revoluce) bylo Rusko v občanské válce. Válka dala příležitost několika národům vyhlásit nezávislost a bolševici kromě zbytku odporu Prozatímní vlády měli další problémy. Státy jako Finsko, Polsko, Litva, Lotyšsko a Estonsko nakonec svůj boj za svobodu vyhrály a získaly samostatnost.

## Po podepsání smlouvy
Estonsko po podepsání dohody dále existovalo do roku 1940, kdy byla Sovětským svazem anektováno spolu s Litvou a Lotyšskem. Součástí Sovětského svazu (kromě pár let okupace Třetí říší) byly až do roku 1990, kdy Litva, Lotyšsko a Estonsko vyhlásily nezávislost a započaly rozpad Sovětského svazu.

## Složení delegací
Rusko:
- Adolf Abramovič Joffe (vedoucí delegace)
- Leonid Krasin
- Maxim Maximovič Litvinov
- Karl Radek
- Isidor Gukovskij

Estonsko:
- Jaan Poska (vedoucí delegace)
- Ants Piip
- Julius Selyama
- Jaan Soots